# Aloe rendilliorum
Aloe rendilliorum är en grästrädsväxtart som beskrevs av Leonard Eric Newton. Aloe rendilliorum ingår i släktet Aloe och familjen grästrädsväxter.
Artens utbredningsområde är Kenya. Inga underarter finns listade i Catalogue of Life.